# Adolph Henselt
Adolph von Henselt (eredetileg: Hänselt; Schwabach, 1814. május 9. – Warmbrunn, 1889. október 10.) német zeneszerző, zongoraművész, a késő romantika képviselője.

## Életrajza
1817-ben a család a bajor Schwabachból Münchenbe költözött. Henselt itt kapta első zeneóráit: már háromévesen belekezdett a hegedű-tanulásba, majd ötévesen zongorázni tanult Josepha von Flad kezei alatt. 1832-ben Henselt egy királyi ösztöndíjat kapott I. Lajos bajor királytól, amely során hat hónapos zongoraoktatásban részesült Weimarban a híres Johann Nepomuk Hummelnél.
Első nyilvános fellépésére 1832. november 29-én került sor Münchenben, ahol nagy lelkesedéssel fogadták.
1832 és 1834 között Henselt Bécsben tanult zeneszerzést Simon Sechternél és közben tovább fejlesztette sajátságos virtuozitását és technikáját. Több éves, legendás sikerű koncerttevékenység következett német és orosz zeneközpontokban. Technikájának szédítő magassága és lélekből fakadó előadásai káprázatba ejtették a hallgatóközönséget. Liszt Ferenc és Robert Schumann is dicsérték szerzeményeit.
Előző látogatásai Oroszországban szívesen látott vendéggé tették a cári udvarban. 1838-ban a cári család udvari zongoristája lett, majd a szentpétervári császári leány nevelőintézet zenei főinspektorává nevezték ki. A következő 40 évben Oroszország zenei központjaiban tanárként dolgozott;  jelentős hatással volt az orosz zenei életre és az orosz zongoraművészek fejlődésére. Legfontosabb tanítványa Nyikoláj Swerew volt, aki  – a lényegében Henselt által alapított és a mai napig meglévő – orosz zongoravirtuozitás hagyományát tovább adta saját tanítványainak: Rachmanyinovnak és Alekszandr Nyikolajevics Szkrjabinnak. 
1876-ban orosz nemesi rangot kapott.
Róla nevezték el az Adolph-von-Henselt-Zeneiskolát Schwabachban.

## Alkotásai (válogatás)

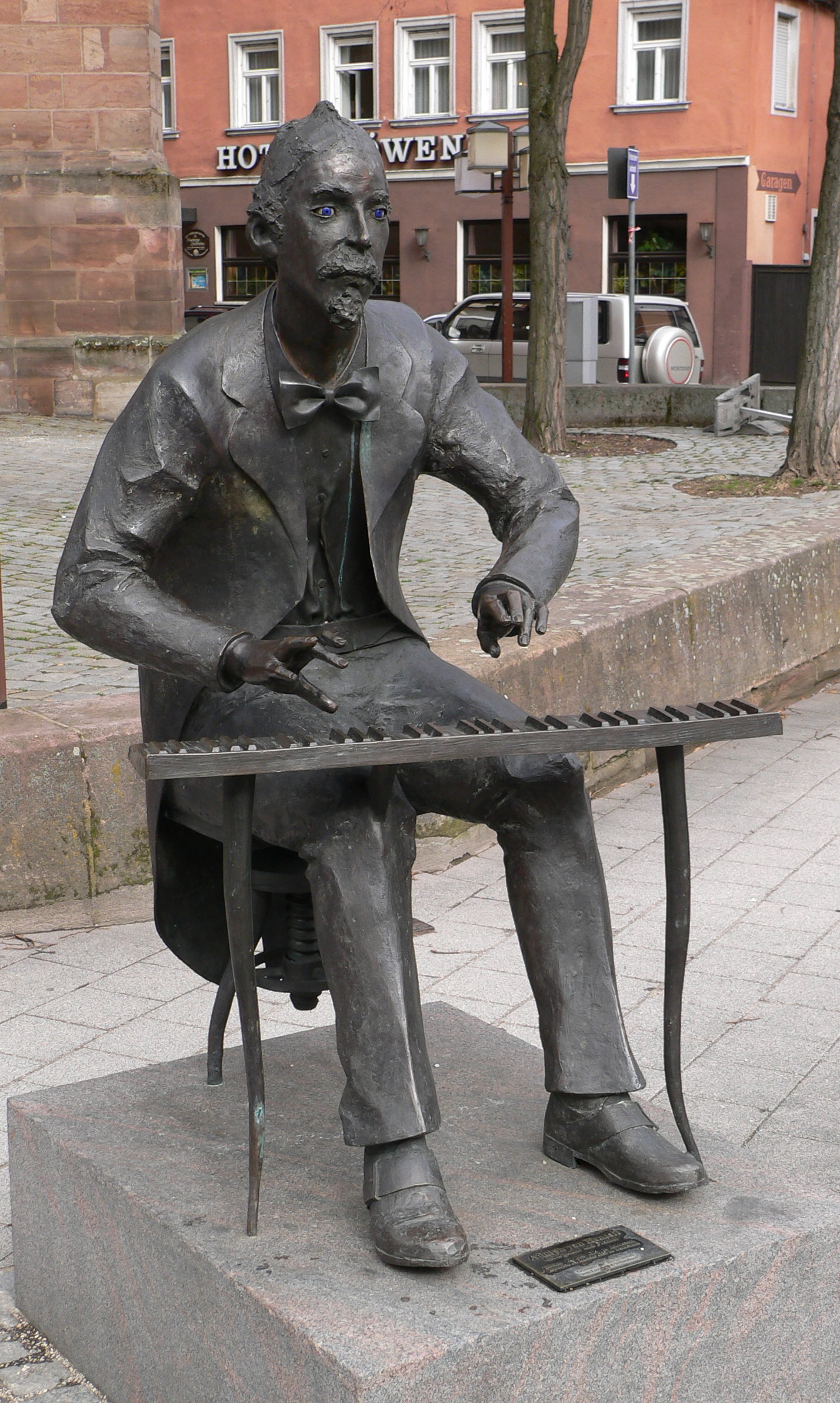
Adolf Henselt szobra Schwabachban, Clemens Heinl alkotása, 2000

### Zongoraművek
- Variations on ‘Io son' ricco’ from Donizetti's L'elisir d'amore, Op. 1
- Douze études caractéristiques, Op. 2
- Poëme d'amour, Op. 3
- Douze études de salon, Op. 5
- Pensée fugitive, Op. 8
- Scherzo in B Minor, Op. 9
- Romance in B-flat Minor, Op. 10
- Fruhlingslied, Op. 15
- Fantaisie sur un air bohemien-russe, Op. 16
- Impromptu no.2, Op. 17
- Vier Romanzen, Op. 18
- Arrangements of 12 numbers from Weber's operas Der Freischütz, Euryanthe and Oberon, Op. 19
- Deux romances russes de Soumarokoff, Op. 22
- Toccatina, Op. 25
- Deux petites valses, Op. 28
- Sophie polka, Op. 29
- Chant sans paroles, Op. 33
- Grande valse - L'aurore boréale, Op. 30
- Ballade, Op. 31
- Nocturne in A-flat Major, Op. 32
- Impromptu No.3 in B-flat Minor, Op. 34
- Marche du couronnement d'Alexandre II, Op. 35
- Valse mélancolique in D Minor, Op. 36
- Impromptu No.4 in B-flat Minor, Op. 37
- Impromptu No. 1, WoO

### Zenekari művek
- Variations on Quand je quittai la Normandie from Meyerbeer's Robert le diable, Op. 12
- Piano Concerto in F Minor, Op. 16

### Kamarazene
- Duo, Op. 14, for violoncello and piano
- Piano Trio in A Minor, Op. 24

## Fordítás
- Ez a szócikk részben vagy egészben  az   Adolph Henselt című német Wikipédia-szócikk fordításán alapul.  Az eredeti cikk szerkesztőit annak laptörténete sorolja fel. Ez a jelzés csupán a megfogalmazás eredetét és a szerzői jogokat jelzi, nem szolgál a cikkben szereplő információk forrásmegjelöléseként.